# Municipalité de Las Choapas
La municipalité de Las Choapas est l'une des 212 municipalités de l'État de Veracruz, et est située à l'extrémité sud-est de cet État, sur le golfe du Mexique. Elle confine avec l'État de Tabasco à l'est, au sud-est avec l'État du Chiapas, et avec l'État de Oaxaca au sud, sur les piémonts de la Sierra Madre de Chiapas. Elle est établie dans la vallée du fleuve Río Tonalá, sur la rive occidentale de l'un de ses affluents, le Río Tancochapa. Sa capitale est la ville éponyme de Las Choapas. Elle fait partie de l'isthme de Tehuantepec, dont elle occupe la rive nord. Elle fait également partie de la Région Olmeca, qui est l'une des subdivisions administratives de l'État de Veracruz.

## Géographie
La municipalité de Las Choapas s'étend du nord au sud entre la rive occidentale du Río Tancochapa et la rive orientale du Río Uxpanapa, affluent du Río Coatzacoalcos, au sein de la plaine côtière du golfe du Mexique, et prend appui au sud sur les piémonts de la Sierra Madre de Chiapas. Elle fait géographiquement partie de l'isthme de Tehuantepec, bien que pour des raisons topographiques le couloir de communication entre les océans Atlantique et Pacifique soit établi plus à l'ouest, dans la vallée du Río Coatzacoalcos. D'une superficie de 3509,8 km2, elle est parmi les plus vastes de l'État du Veracruz. Sa population comptait, en 2010, 77 426 habitants, pour une densité de 23,3 habitants par km2.
La municipalité confine avec plusieurs limites d'États au sein du Mexique, tout d'abord avec celui de Tabasco à l'est, dont la limite est matérialisée par le Río Tonalá, puis son affluent de rive gauche, le Río Tancochapa. Elle confine au sud-est avec l'État du Chiapas, dans les montagnes de la Sierra Madre de Chiapas, puis au sud avec l'État de Oaxaca, prenant appui sur le même massif montagneux.
Elle est limitrophe au nord et à l'ouest, au sein de l'État du Veracruz, des municipalités d'Agua Dulce, de Moloacán, de Minatitlán, puis d'Uxpanapa. Elle limitrophe au sud de la municipalité de Santa María Chimalapa au sein de l'État de Oaxaca, au sud-est, au sein de l'État du Chiapas, de celles de Cintalapa et de Tecpatán, et enfin à l'est, au sein de l'État de Tabasco, de la municipalité de Huimanguillo.

## Composition et démographie
La municipalité est composée en 2015 de 856 localités, dont une seule est considérée comme urbaine, les autres étant rurales.
| Localité                           | Population |
| ---------------------------------- | ---------- |
| Las Choapas                        | 42 693     |
| Nueva Esperanza (Cerro Nanchital)  | 883        |
| Felipe Ángeles                     | 837        |
| San José del Carmen                | 815        |
| Licenciado Luis Echeverría Álvarez | 728        |
| Reste des localités                | 31 470     |
| Total population                   | 77 426     |

En plus de l'espagnol, plusieurs langues amérindiennes sont parlées dans la municipalité, dont les principales sont par ordre d'importance : le totonaque, le zapotèque, le nahuatl et le zoque.

## Histoire
En 1932, la ranchería de Las Choapas est élevée au rang de congrégation.
La municipalité de Las Choapas est créée en 1961, son territoire se trouve alors détaché de la municipalité de Minatitlán. Son chef-lieu Las Choapas se trouve élevé au rang de ville en 1967.

## Économie

### Agriculture et élevage
La superficie des parcelles semées représentait en 2016 un total de 26 906,5 hectares, parmi lesquels 22 500 hectares étaient voués à la culture du maïs, 3358 à celle de l'hévéa, et 520 à celle des haricots.
En 2016, la production de viande par tonnes comprenait 17 447 tonnes de viande bovine, 1774,1 tonnes de viande porcine, 345,4 tonnes de viande ovine, 41 621,7 tonnes de volailles et 239,4 tonnes de dindes. La superficie vouée à l'élevage représentait alors 157 272 hectares.